# Wojciech Kuczok
Wojciech Kuczok (n. 18 octombrie 1972, Chorzów) este un prozator, poet, scenarist, critic de film, speleolog polon.
A absolvit Liceul Teoretic III Stefan Batory din Chorzów. A studiat la Universitatea Śląski din Katowice. A colaborat la revistele “Tygodnik Powszechny”, “Res Publiki Nowej” și “Kino”. A terminat studiile doctorale în cinematografie la Universitatea Jagiellonă din Cracovia.
În anii ’90, s-a alăturat grupului de poeți „Na Dziko”.
Este autorul romanului „Mizeria” (titlul în limba polonă, „Gnój”), pentru care a primit în anul 2003 „Pașaportul Polityka”, premiu anual oferit de săptămânalul polon „Polityka” începând cu anul 1993. Pentru acest roman, a mai primit Premiul pentru Literatură NIKE (Nagroda Literacka NIKE) în 2004 și Premiul pentru Cartea Lunii, în Cracovia ("Krakoswka Książka Miesiąca").
De asemenea, a scris scenariul pentru filmul Magdalenei Piekorz, „Pręgi”, care a primit premiul cel mare la festivalul de film din Gdynia  și fost înscris la Oscar în 2005, la categoria „Cel mai bun film străin”, însă nu s-a numărat printre nominalizări.
Kuczok a scris și monodrama „Doktor Haust”, care a fost interpretată de Michał Żebrowski și regizată de Magdalena Piekorz. De la premiera acestei piese, în ianuarie 2005, „Doktor Haust” a fost jucată de peste 100 de ori în teatrul varșovian "Studio" și de nenumărate ori în alte teatre poloneze.
Începând cu anul 1992, Wojciech Kuczok își publică poeziile și povestirile în presa culturală și literară polonă („Rzeczpospolita Plus Minus”, „Gazeta Wyborcza - Wysokie Obcasy”, „Dziennik. Polska-Europa-Świat”, „Newsweek”, „Res Publica Nowa”, „Twórczość”, „Kresy”, „NaGłos”, „Odra”).
Între anii 2000 și 2004, a publicat articole referitoare la cinematografie în „Tygodnik Powszechny” și „Kino”. În anul 2000, Kuczok a câștigat concursul „Krzysztof Mętrak” pentru tineri critici de film. În 2004 și 2005, Kuczok scrie editoriale pentru „Rzeczpospolita”, „Newsweek” și „Metropol”. De asemenea, este autorul unor editoriale despre cinematografie în revista lunară „Zwierciadło”, în 2007 și 2008.
Wojciech Kuczok este și speleolog – între anii 1982-2010 a explorat peste 800 de peșteri. A descoperit câteva peșteri demne de menționat, precum Peștera Dująca (în Beskid Śląski, 2005) sau Peștera Twarda (Jura Krakowsko-Częstochowska, 2010); de asemenea, a participat și la explorarea Peșterei Ciesęć, ce datează din perioada jurasică, sau a ultimului nivel al Peșterei Lodowa Małołącka (Munții Tatra, 1997) și a multor alte peșteri din Polonia și din Europa.

## Creația literară

### Cele mai importante opere
- Opowieści samowite (volum de poezii), 1996.
- Larmo, 1998.
- Opowieści słychane, 1999.
- Szkieleciarki (povestiri), 2002.
- Gnój / Mizeria (roman), 2003, ediția a II-a - 2004, ediția a III-a - 2008 (Pașaportul Polityka 2003, Premiul NIKE 2004, Premiul Cititorilor NIKE 2004).
- Widmokrąg (povestiri), 2004.
- Opowieści przebrane (povestiri), 2005.
- To piekielne kino (eseuri), 2006.
- Senność (roman), 2008.
- Moje projekcje (articole și eseuri), 2009.
- Spiski. Przygody tatrzańskie (roman), 2010.

### Opere traduse în limba română[5]
- Mizeria, traducere, prefață și note de Constantin Geambașu, Iași, Ed. Polirom, 2008